# Вільям Мервін
Вільям Стенлі Мервін (англ. William Stanley Merwin; 30 вересня 1927, Нью-Йорк — 15 березня 2019, Мауї) — американський поет і перекладач. Один з найвпливовіших поетів США кінця XX століття.

## Біографія
Народився і виріс в Нью-Йорку. Син протестантського священика. Почав писати вірші у віці чотирьох-п'яти років. Випускник Принстонського університету, де вивчав англійську філологію і сучасні романські мови. У молодості багато перекладав — і прозу, і поезію. Працював як перекладач з іспанської, французької та латини. Серед різних поетів, яких він перевів, — Осип Мандельштам і Пабло Неруда.
У 1960-х роках набув популярності як автор антивоєнних віршів. Пізніше звернувся до міфологічних тем і розробив унікальну просодию, що характеризується непрямим стилем оповіді і відсутністю пунктуації.
Жив в різних країнах світу, подорожував Європою, працював на BBC, в кінці 1970-х років переїхав на Гаваї, де жив у маленькому будиночку на краю дрімаючого вулкану зі своєю дружиною Полою, з якою він взяв шлюб за буддійським обрядом. Займався крім літературної праці проблемами екології. Більшість свого часу Мервін проводить, вирощуючи рідкісні види пальм, які опинилися під загрозою знищення.
Мервін отримав багато нагород, в тому числі Пулітцерівську премію в області поезії (в 1971 і 2009 роках), премію Таннінга, одну з найвищих нагород Академії американських поетів, а також «Золотий вінець» (1990). Поет-лауреат США (2010).